# Kamenica (Teslić, BiH)
Kamenica je naseljeno mjesto u sastavu općine Teslić, Republika Srpska, BiH.

## Geografski položaj
Kamenica se nalazi 13 km jugozapadno od grada Teslića uzvodno uz rijeku Usoru.

## Stanovništvo
| Kamenica           |                |                |              |
| godina popisa      | 1991.          | 1981.          | 1971.        |
| Muslimani          | 1.322 (79,30%) | 1.042 (66,58%) | 838 (65,77%) |
| Hrvati             | 246 (14,75%)   | 380 (24,28%)   | 366 (28,72%) |
| Srbi               | 39 (2,33%)     | 46 (2,93%)     | 68 (5,33%)   |
| Jugoslaveni        | 47 (2,81%)     | 97 (6,19%)     | 1 (0,07%)    |
| ostali i nepoznato | 13 (0,77%)     | 0              | 1 (0,07%)    |
| ukupno             | 1.667          | 1.565          | 1.274        |